# 얄숙이들의 개성시대
"얄숙이들의 개성시대"는 1987년에 개봉한 대한민국의 영화이다.

## 캐스팅
- 하희라
- 이상아
- 민규
- 강석현
- 백장미
- 이종희
- 이정희
- 박재호
- 김수연
- 남도현
- 박암
- 김기종
- 문미봉
- 안진수
- 장정국
- 오영화
- 전영록 (특별출연)
- 이미영 (특별출연)
- 김현우 (대학생 조연)